# Eleven Seven Music
Eleven Seven Music — лейбл звукозаписи, основанный Алленом Коваком, генеральным директором компании 10th Street Entertainment.

## Музыканты
- Art Of Dying
- As Lions[англ.]
- Bad Wolves
- Blondie
- Buckcherry
- Charm City Devils[англ.]
- Crossfade
- Deuce
- Diamante
- Drowning Pool
- Escape the Fate
- Five Finger Death Punch
- From Ashes to New
- Hellyeah
- In Flames
- Jet
- Lit
- Мэрион Райвен
- Mötley Crüe
- Nothing More
- Papa Roach
- Sixx:A.M.
- The Exies
- The Last Vegas[англ.]
- Trapt
- She Wants Revenge
- VAMPS
- Винс Нил
- Дебби Харри
- The Hu